# Alfred Verwée
 (mars 2023).
Si vous disposez d'ouvrages ou d'articles de référence ou si vous connaissez des sites web de qualité traitant du thème abordé ici, merci de compléter l'article en donnant les références utiles à sa vérifiabilité et en les liant à la section « Notes et références ».
Alfred Verwée est un peintre belge, né à Saint-Josse-ten-Noode le 23 avril 1838 et mort à Schaerbeek le 14 septembre 1895. Il est un des précurseurs du mouvement naturaliste. Il fut l'un des premiers peintres belges du XIXe siècle à peindre des paysages en plein air et à transposer les codes du réalisme à la peinture animalière. 

## Biographie
Alfred Jacques Verwée naît à Saint-Josse-ten-Noode le 23 avril 1838. Il est le fils du peintre de Courtrai Louis-Pierre Verwée (1807-1877), un peintre romantique de paysages d'hiver, lui-même élève de Eugène Verboeckhoven. Son frère Louis-Charles Verwée devient lui aussi peintre, de même que sa fille Emma Verwée.
Il obtient son diplôme d'arpenteur-géomètre, mais ne peut pas terminer ses études d'ingénieur en raison de difficultés financières familiales. Il peignait depuis longtemps en amateur et avec le soutien de son père, qui a contribué à sa formation, il choisit cette carrière.

### Formation
Il commence par peindre des paysages de campagne dans le même style romantique que son père. Puis Eugène Verboeckhoven (1798-1881), peintre animalier belge, qui avait été professeur de son père est devenu le sien. Il l'encourage à adopter une approche minutieuse pour représenter les animaux.
En 1853, il prend des cours auprès du peintre paysagiste et portraitiste François Charles Deweirdt (1799-1855), qui avait été ami et collaborateur de son père. Il s'inscrit plus tard à l'Académie royale des beaux-arts de Bruxelles, mais ne suit que quelques cours. 
Sa première exposition a eu lieu au Salon de Bruxelles de 1857, où il présente Pré avec bestiaux. Vers 1860, il séjourne à Paris et une de ses premières influences est Constant Troyon (1810-1865), peintre animalier français, membre de l'école de Barbizon. Ils partagent un intérêt pour la peinture en plein air et la capture de la lumière. Troyon joue aussi un rôle dans l'attention portée à la représentation réaliste et précise des animaux, en particulier des chevaux et du bétail.
Il participe au courant réaliste belge une nouvelle manière de représenter la nature en rupture avec les conventions artistiques de son temps, en suivant une démarche scientifique et documentaire.

### Reconnaissance
Il obtient une véritable reconnaissance en 1863, à l'occasion du Salon de Bruxelles, où il reçoit une médaille d'or pour son œuvre Attelage flamand (musée royal des Beaux-Arts de Bruxelles). L'écrivain et critique d'art Camille Lemonnier disait que "ce tableau impressionna vivement les artistes français et fut à Bruxelles l'une des grandes séductions de l'exposition rétrospective de 1896".
Il remporte sa seconde médaille d'or au Salon de Paris en 1864 pour Attelage de bœufs dans un coin de ferme acheté par le musée de Courtrai. Sur les conseils de connaissances professionnelles, il s'installe à Paris et entre en contact avec d'autres peintres de l'école de Barbizon. Cela n'a cependant pas conduit au succès financier escompté et il est revenu à Bruxelles un an plus tard. 
De 1867 à 1868, il vit à Londres, mais, encore une fois, le succès commercial est impossible à obtenir et il doit rentrer. A son retour, il se marie avec Hermina Wilhelmina Vernieuwe (1841-1906) avec qui ils auront deux filles : Emma Verwée (1871-1942), future peintre et Claire Verwée (1873-1956). Il entreprend une tournée aux Pays-Bas, pendant laquelle il se lie d'amitié avec le peintre de marine de La Haye Hendrik Willem Mesdag.
Cette même année 1868, avec le peintre Louis Artan de Saint-Martin, il fonde la Société libre des beaux-arts, une association bruxelloise, à laquelle se joindront vingt-quatre artistes belges pour s'affranchir de l'académisme imposé par les Salons d'arts, et promouvoir leurs œuvres sans contraintes.
Il est fait chevalier de l'ordre de Léopold, le 3 novembre 1872 et, en 1873, il obtient une médaille à Vienne pour Récolte dans le Nord de la Flandre. 
Il commence à peindre en plein air pour atteindre un style naturaliste, et de 1875 à 1880 il tente de créer une grande vision de la campagne flamande. En 1876, il participe à la création de La Chrysalide, une association éphémère considérée comme un précurseur du "Groupe des XX". Il participe au salon de Paris en 1877 et vers 1878, il se libère de son réalisme, éclaircit sa palette et se rapproche d'une forme d'impressionnisme. En 1880 il réalise L'Embouchure de l'Escaut  conservé à Bruxelles au Musée Royal des Beaux-Arts.

### Installation à Knokke

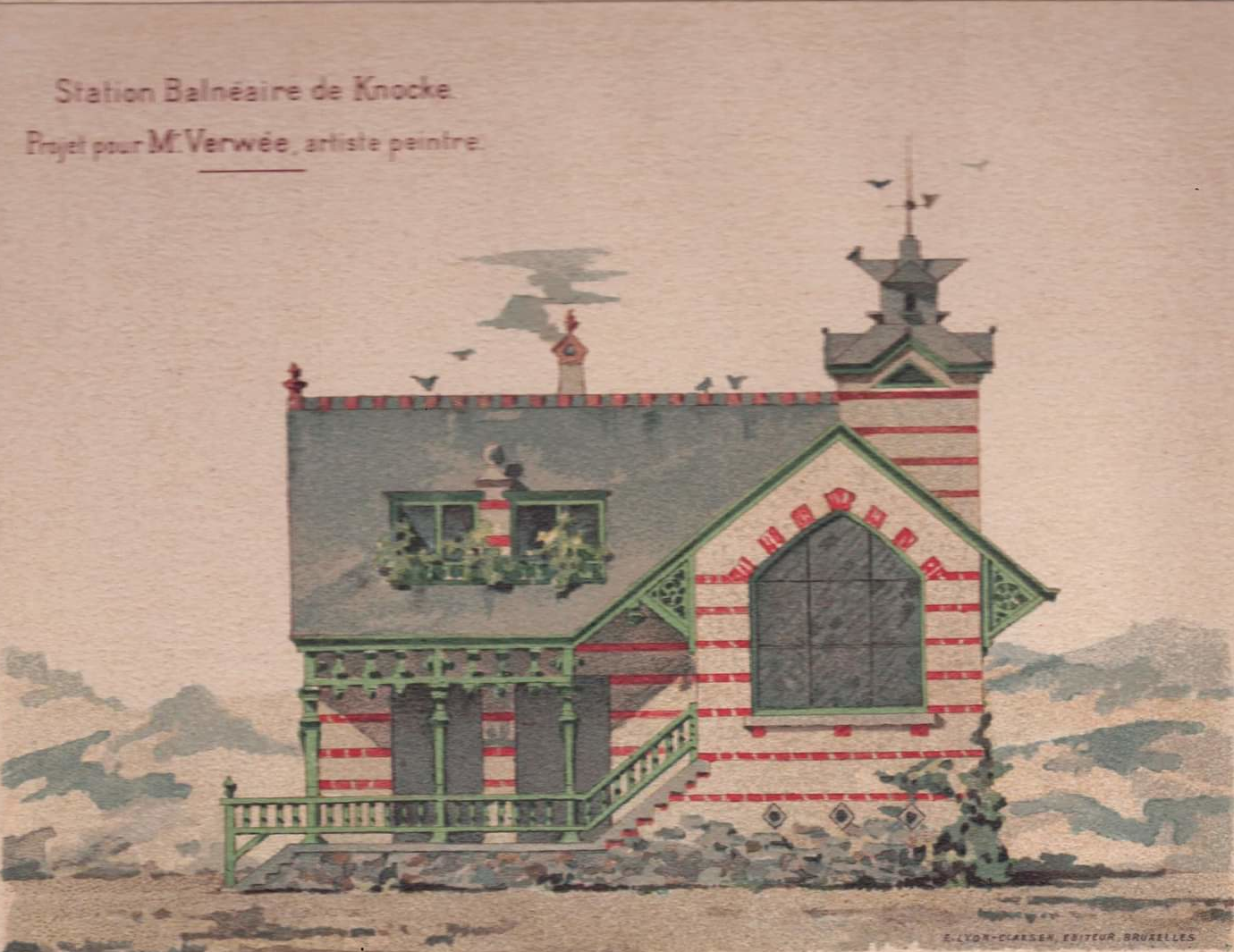
La villa Fleur des dunes à Knokke-Heist (Projet d'architecte par J. Baes, 1888)

Vers 1880, il est fasciné par les environs de Knokke, où une colonie informelle d'artistes a lentement pris racine. À l'époque, il commence à alterner entre paysage et peinture animalière, faisant des paysages en plein air et posant les animaux dans son atelier. Il y peint la Flandre maritime, ses pâturages et ses troupeaux de bovidés. 
Quand il est membre du Jury du Salon de Bruxelles de 1884, il vote contre James Ensor. En retour, celui-ci s'oppose à ce que Verwée soit membre du "Groupe des XX".
Deux ans plus tard, François Musin, Louis Dubois, Amédée Lynen et d'autres ont été invités par le cabinet d'architectes  Naert et Laureys  à fournir des décorations  pour un nouveau spa à Ostende. La salle qu'il a décorée est maintenant connue sous le nom de "Verwee-zaal". 
Cette année là il obtient une médaille à Paris pour Les Chevaux, peints aux environs d'Ostende.
En 1887, il a vu que Knokke pourrait devenir une attraction touristique majeure, et s'est joint à deux hommes d'affaires locaux pour acheter une grande étendue de dunes et de polder à lotir pour les promoteurs immobiliers. En 1888, il y construit une villa, la « Fleur des Dunes ».
En 1891, il s'associe à son élève et ami Paul Parmentier pour créer "Knokke-Attractions", une entreprise de promotion du tourisme à Knokke.

### Fin de vie
Sa santé a commencé à se détériorer en 1892. D'abord, il a souffert de rhumatismes, puis a reçu un diagnostic de cancer de la gorge.
En 1895, il s'est rendu dans le sud de la France, en Algérie et en Égypte dans l'espoir de trouver un climat chaud et sec qui améliorerait sa santé.
Quelques semaines avant sa mort, ses amis l'ont ramené à Knokke car il désirait revoir la mer et les polders qu'il avait tant chéris. Il est décédé d'une phtisie tuberculeuse à son domicile de Schaerbeek.
Après son décès, ses héritiers revendront ses terrains de Knokke.

### L'influence de Hendrik Mesdag sur l'évolution artistique d'Alfred Verwée
Alfred Verwée habite au numéro 278 rue Rogier à Bruxelles quand la famille d'Hendrik Mesdag (1831-1915), peintre de marine hollandais, s'y installe le 5 septembre 1866 au 244. Mesdag se lie d'amitié avec lui. 
Mesdag fait partie des premiers artistes à adopter la peinture en plein air aux Pays-Bas. Les deux artistes noue rapidement des liens et échangent des idées sur l'art et la peinture. Cette rencontre l'inspire par la manière dont Mesdag utilise la lumière et l'atmosphère pour créer ces paysages marins. Cette influence l'incite à explorer la saisie de la lumière et de l'atmosphère de façon plus réaliste dans ses propres créations.
C'est à partir de cette rencontre que Verwée entame une nouvelle phase dans son travail, où les jeux d'ombres et de lumière et la profondeur deviennent des éléments clés. Mesdag a également influencé la composition de la célèbre œuvre de Verwée, "L'Embouchure de l'Escaut". Ce tableau représente de manière réaliste l'endroit où le fleuve Escaut se jette dans la mer du Nord. À l'instar de Mesdag, Verwée emploie les ombres des nuages et la lumière solaire pour éclairer la scène, donnant naissance à un paysage contrasté et brillant.
On peut observer l'influence de Mesdag dans la manière dont Verwée a représenté la mer et les nuages de façon dynamique et réaliste, ainsi que dans l'utilisation de la lumière pour créer des effets d'ombre et de profondeur. "L'embouchure de l'Escaut" est considérée comme l'une des réalisations les plus abouties de Verwée, témoignant de sa maîtrise de la peinture de paysage et de sa capacité à saisir l'essence de la nature de manière réaliste et touchante.

## Œuvre

### La vision naturaliste d'Alfred Verwée
(mars 2023).
La mise en forme du texte ne suit pas les recommandations de Wikipédia : il faut le « wikifier ».
Les points d'amélioration suivants sont les cas les plus fréquents. Le détail des points à revoir est peut-être précisé sur la page de discussion.
- Les titres sont pré-formatés par le logiciel. Ils ne sont ni en capitales, ni en gras.
- Le texte ne doit pas être écrit en capitales (les noms de famille non plus), ni en gras, ni en italique, ni en « petit »…
- Le gras n'est utilisé que pour surligner le titre de l'article dans l'introduction, une seule fois.
- L'italique est rarement utilisé : mots en langue étrangère, titres d'œuvres, noms de bateaux, etc.
- Les citations ne sont pas en italique mais en corps de texte normal. Elles sont entourées par des guillemets français : « et ».
- Les listes à puces sont à éviter, des paragraphes rédigés étant largement préférés. Les tableaux sont à réserver à la présentation de données structurées (résultats, etc.).
- Les appels de note de bas de page (petits chiffres en exposant, introduits par l'outil «  Source ») sont à placer entre la fin de phrase et le point final[comme ça].
- Les liens internes (vers d'autres articles de Wikipédia) sont à choisir avec parcimonie. Créez des liens vers des articles approfondissant le sujet. Les termes génériques sans rapport avec le sujet sont à éviter, ainsi que les répétitions de liens vers un même terme.
- Les liens externes sont à placer uniquement dans une section « Liens externes », à la fin de l'article. Ces liens sont à choisir avec parcimonie suivant les règles définies. Si un lien sert de source à l'article, son insertion dans le texte est à faire par les notes de bas de page.
- La présentation des références doit suivre les conventions bibliographiques. Il est recommandé d'utiliser les modèles {{Ouvrage}}, {{Chapitre}}, {{Article}}, {{Lien web}} et/ou {{Bibliographie}}. Le mode d'édition visuel peut mettre en forme automatiquement les références.
- Insérer une infobox (cadre d'informations à droite) n'est pas obligatoire pour parachever la mise en page.

Pour une aide détaillée, merci de consulter Aide:Wikification.
Si vous pensez que ces points ont été résolus, vous pouvez retirer ce bandeau et améliorer la mise en forme d'un autre article.
Les créations d'Alfred Verwée se distinguent par une démarche naturaliste, où la nature est dépeinte de manière authentique et conforme à la réalité. Il s'est consacré à la peinture animalière, saisissant avec exactitude les particularités de chaque animal, en mettant l'accent sur leur comportement naturel et leur environnement, sans avoir recours à la mise en scène qui caractérise la peinture classique. Dans les œuvres de Verwée, l'homme est relégué au second plan. Par exemple, même dans son œuvre "La gilde de Saint-Sébastien à Ghistelles", c'est encore le cheval qui est mis en avant, tandis que les hommes ne servent qu'à souligner la présence majestueuse du cheval de trait. Ses paysages témoignent également de cette approche naturaliste, avec un grand souci du détail et une attention portée aux nuances des formes naturelles. Les couleurs y sont souvent éclatantes, mettant en lumière l'importance de la lumière naturelle dans son travail. La technique de Verwée, généralement pratiquée en plein air, se caractérise par un coup de pinceau précis et des détails soignés, démontrant ainsi sa remarquable compétence en tant qu'observateur minutieux de la nature.
Alfred Verwée travaille de préférence dans les environs de Knokke-Heist et peint pratiquement exclusivement dans le plat pays des polders.

### Œuvres
- Attelage flamand : 1863, huile sur toile, 175 × 120 cm, médaille d'or de Bruxelles, Musée Broel - Ex musée des Beaux-Arts de Courtrai
- Prairie avec des vaches, 1868, huile sur toile, Collection Mesdag, La Haye[12]
- Sur la plage, 1869, huile sur toile, 93 × 68 cm, Collection Mesdag, La Haye[13]
- Matinée dans les dunes près de Heist, 1869, huile sur toile, Collection Mesdag, La Haye[14]
- Attelage zélandais, 1873, huile sur toile, 106 × 191 cm, Musées royaux des Beaux-Arts de Belgique, Bruxelles[15]
- L'Embouchure de l'Escaut, 1880, huile sur toile, 126 × 176 cm, Musées royaux des Beaux-Arts de Belgique, Bruxelles[16]
- L'Étalon flamand gris pommelé, 1881, huile sur toile, 100 × 150 cm, Musée royal des Beaux-Arts de Bruxelles[17]
- La Gilde de Saint-Sébastien à Ghistelles, 1881, huile sur toile, 171 × 205 cm, Musée royal des Beaux-Arts de Bruxelles[18]
- Pâturage en Flandre, 1881, huile sur toile, 105 × 145 cm, Musée royal des Beaux-Arts de Bruxelles[19]
- Combat de jeunes taureaux, 1883, huile sur toile, 130 × 169 cm, Musée des Beaux-Arts de Gand[20]
- Au beau pays de Flandre : 1884, huile sur toile, 185 × 302 cm, Musée royal des Beaux-Arts de Bruxelles [21]
- L'Étalon en liberté, vers 1885 huile sur bois, 96 × 50 cm, Musée royal des Beaux-Arts de Bruxelles[22]
- Équinoxe, 1888, huile sur toile, 207 × 282 cm, Musée royal des Beaux-Arts de Bruxelles[23]
- Bœufs en plaine, 1888, huile sur toile, 82 × 116 cm, Musée royal des Beaux-Arts de Bruxelles[24]

Dates non documentées
- Bétail près d'un ruisseau, huile sur panneau, 58 × 49 cm, Musée des Beaux-Arts de Gand[25]
- Aigremoine commune, huile sur toile, 58 × 70 cm, Musée des Beaux-Arts de Gand[26]
- Étude d'un cheval , huile sur toile marouflée sur panneau, 46 × 39 cm, Musée des Beaux-Arts de Gand[27]
- Vaches dans la prairie, huile sur toile, 81,5 × 114 cm, Musée royal des Beaux-Arts d'Anvers[28]
- Poulains dans la prairie, huile sur toile, 135 × 100 cm, Musée royal des Beaux-Arts d'Anvers[29]
- Animaux au bord du fleuve, huile sur toile, 80 × 156 cm, Musée royal des Beaux-Arts de Bruxelles[30]
- Les Eupatoires : huile sur toile, 25 × 33 cm, Musée royal des Beaux-Arts de Bruxelles[31]
- Ciel très nuageux, huile sur triplex, 15 × 25 cm, Musée royal des Beaux-Arts de Bruxelles[32]
- La Saulaie, huile sur toile, 280 × 235 cm, Hôtel de ville de Tirlemont[33]
- Étude de cheval, huile sur toile marouflée sur panneau, 46 × 39 cm, Musée des Beaux-Arts de Gand[34]

Œuvres détruites
- Un coin de la prairie ou La vache aux chardons : 1882, huile sur toile, 185 × 110 cm, Acquis à l'exposition de Namur (1883)[35], détruite lors de l'incendie de l'Hôtel de ville de Namur dans la nuit du 25 au 26 août 1914, par l'occupant allemand durant la Première Guerre mondiale[36].

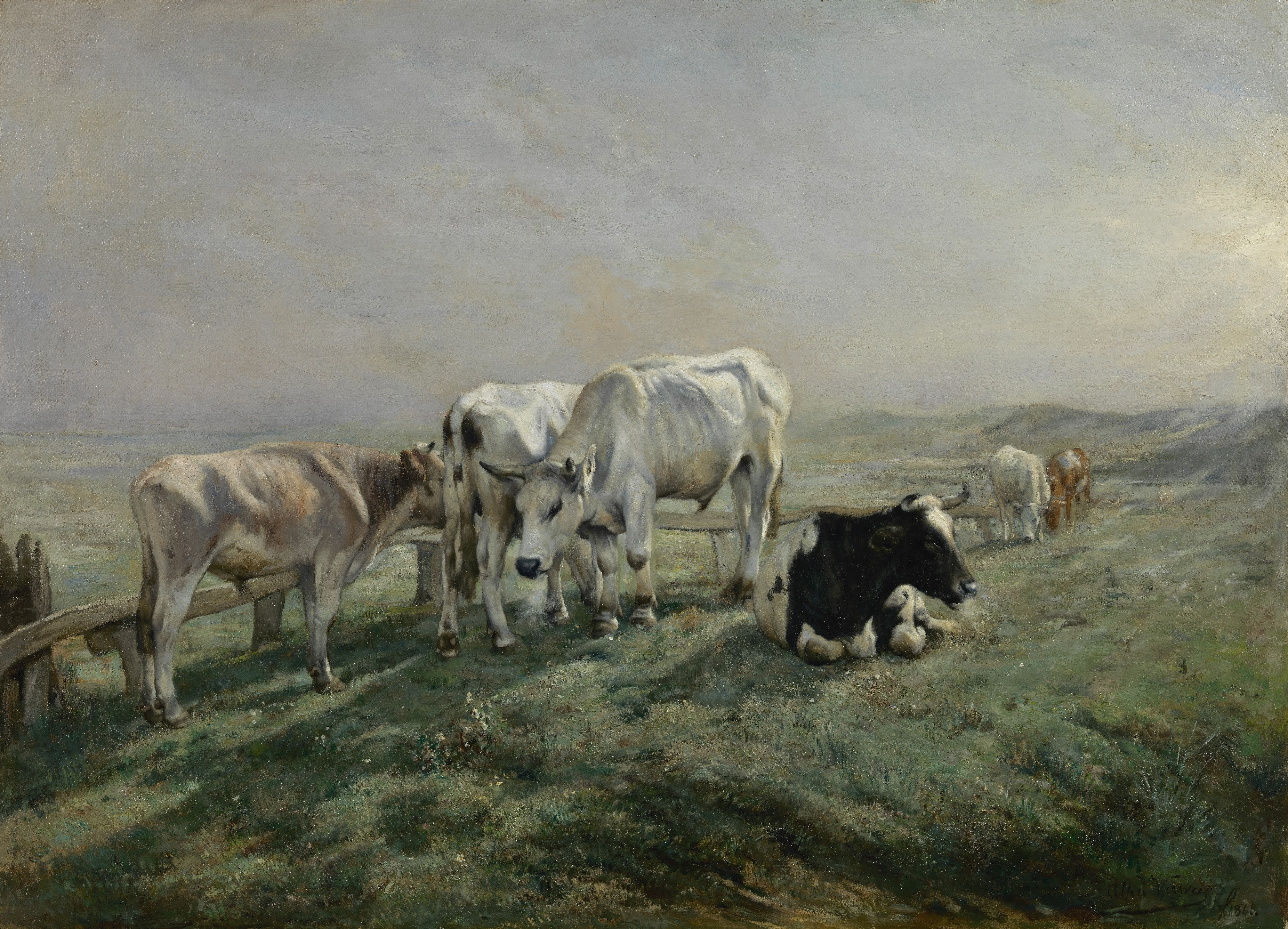
Prairie avec des vaches, 1868 Collection Mesdag, La Haye
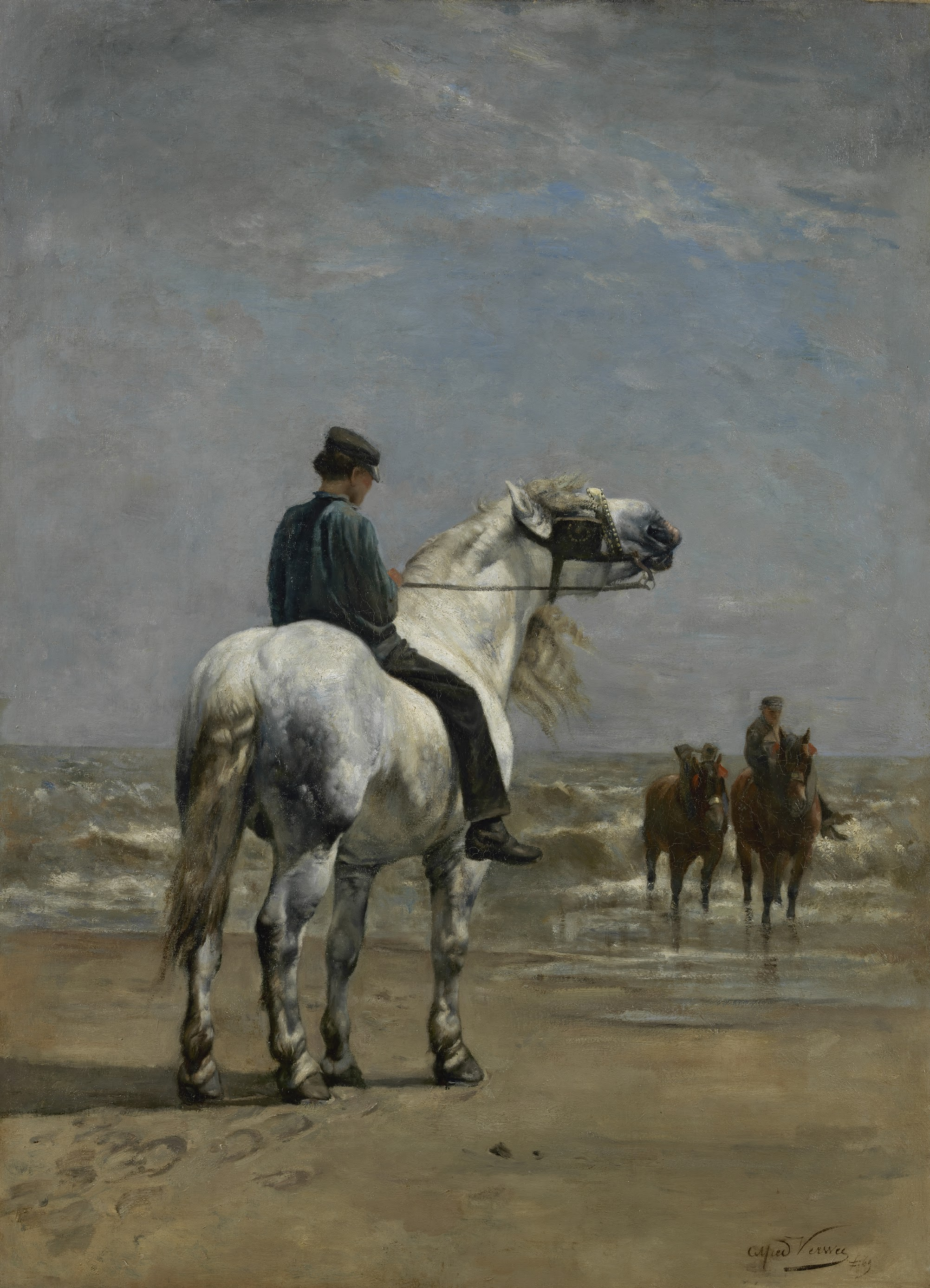
Sur la plage, 1869 Collection Mesdag, La Haye
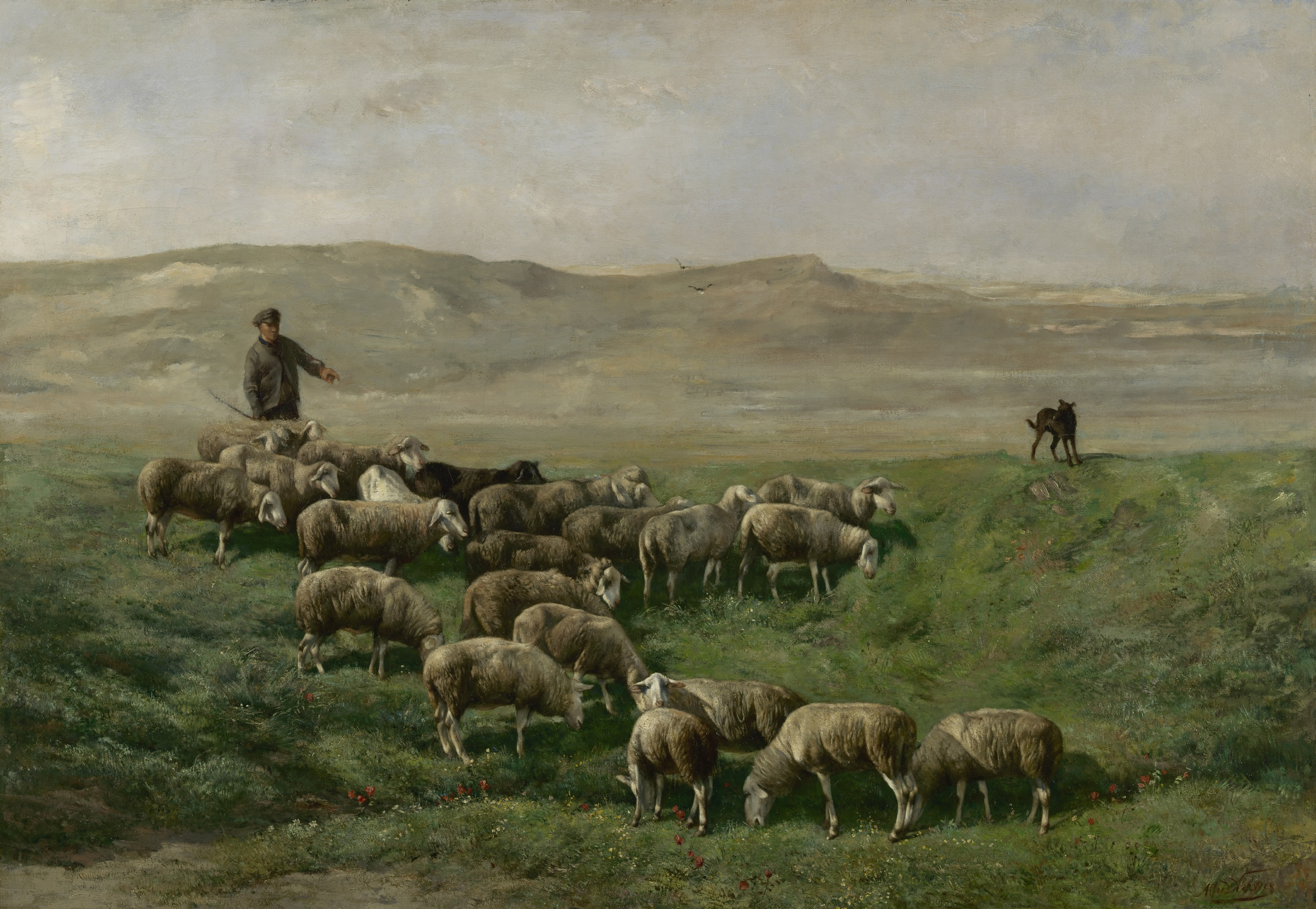
Matinée dans les dunes près de Heist, 1869 Collection Mesdag, La Haye
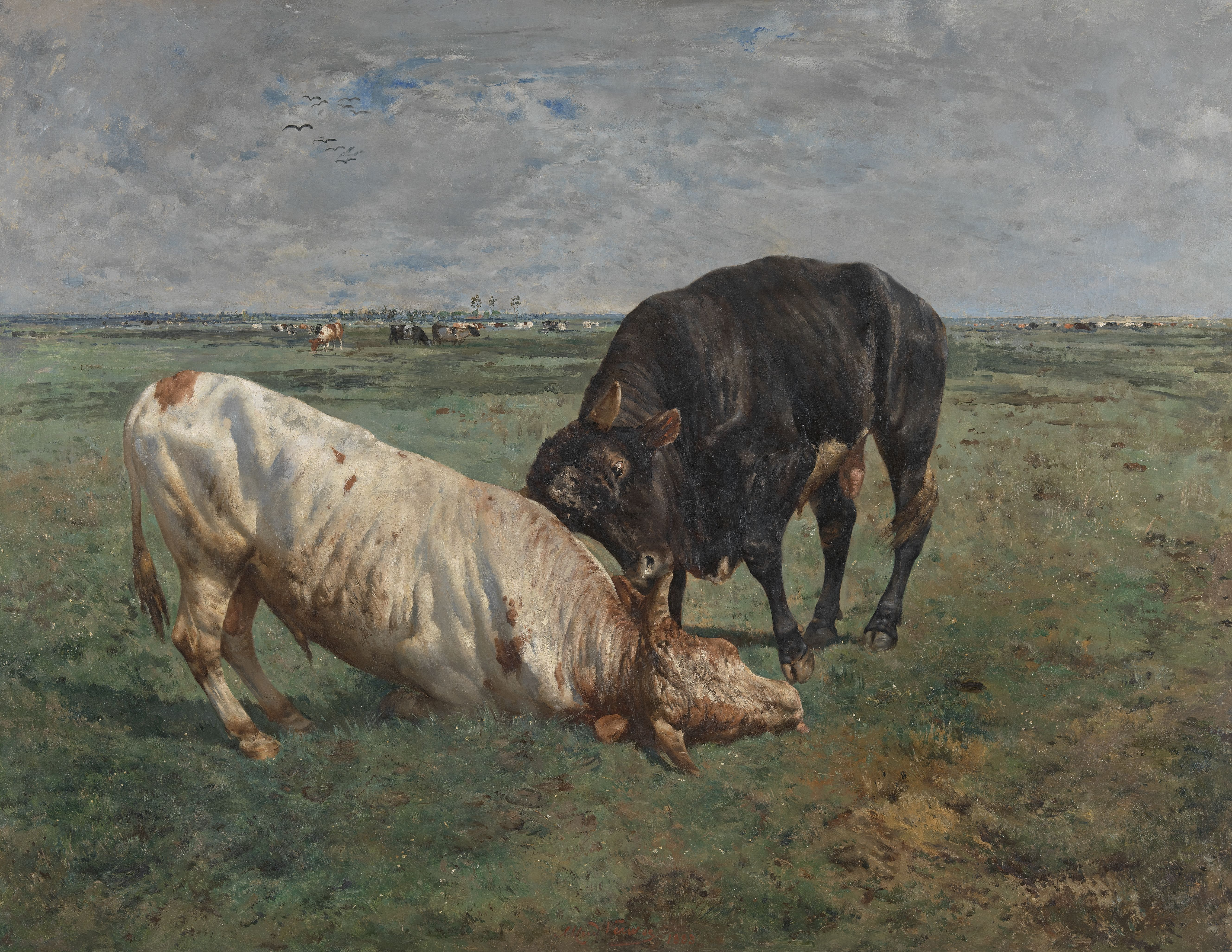
Combat de jeunes taureaux, 1883 musée des Beaux-Arts de Gand
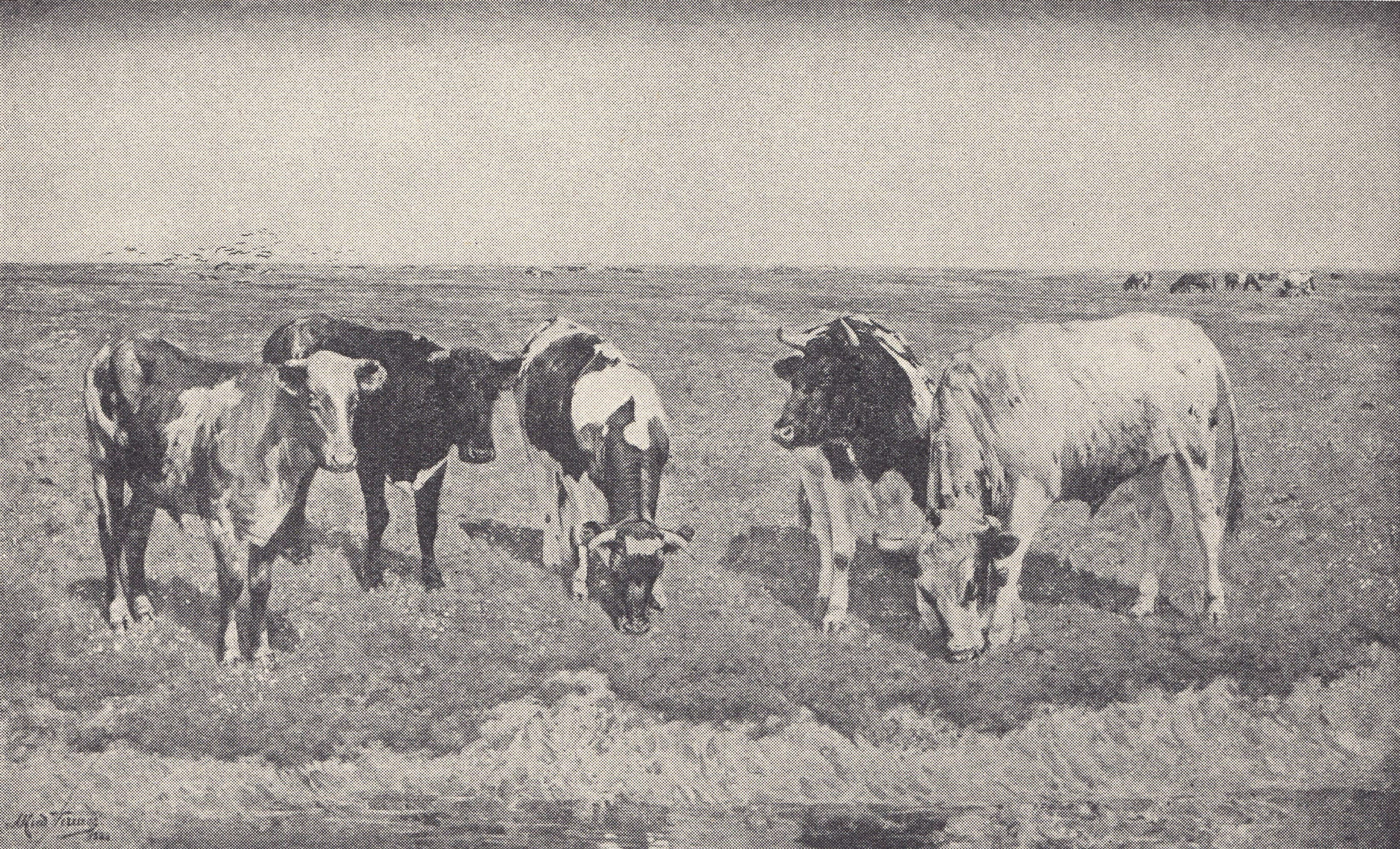
Au beau pays de Flandre, musées royaux des Beaux-Arts de Belgique
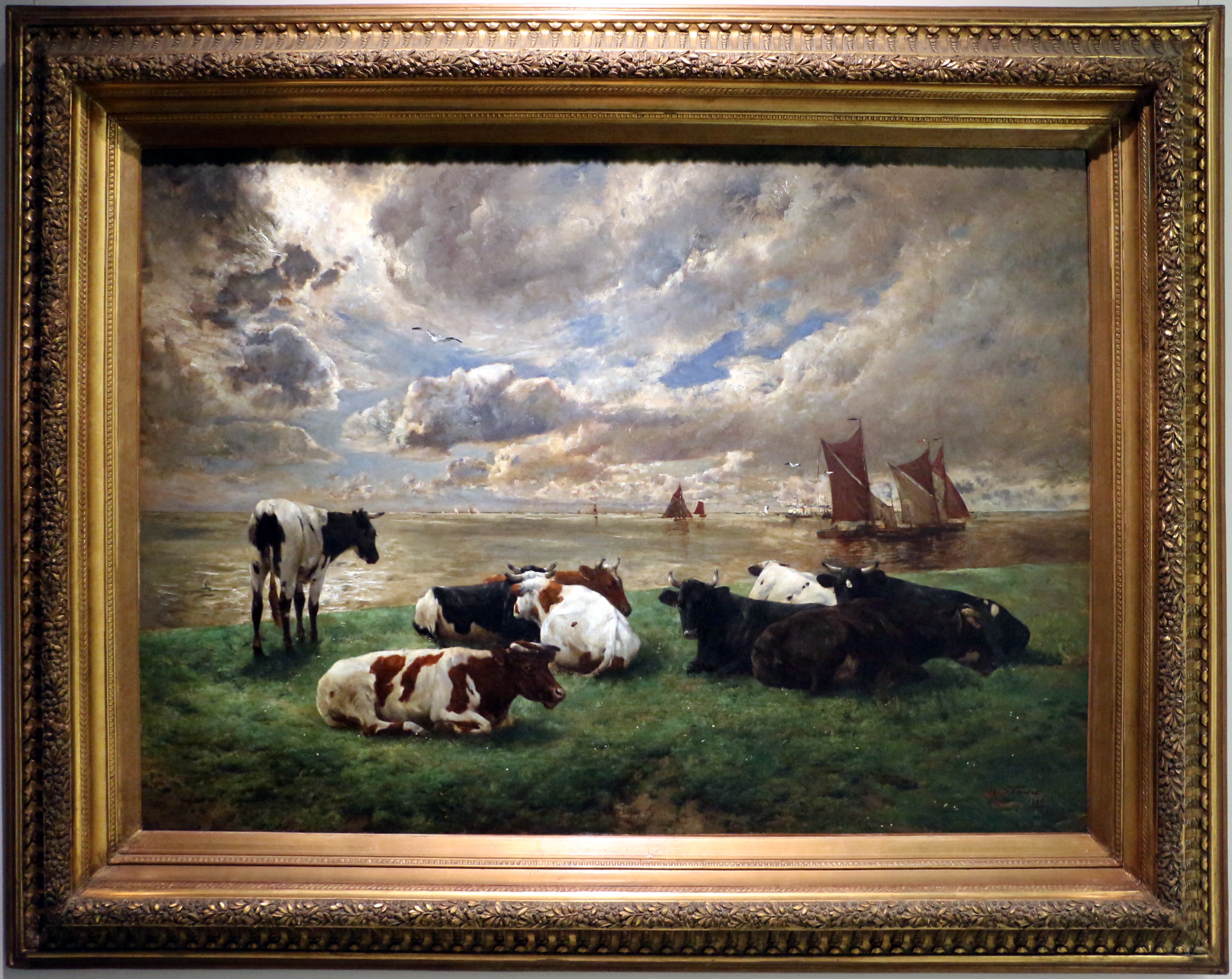
Embouchure de l'Escaut, musées royaux des Beaux-Arts de Belgique
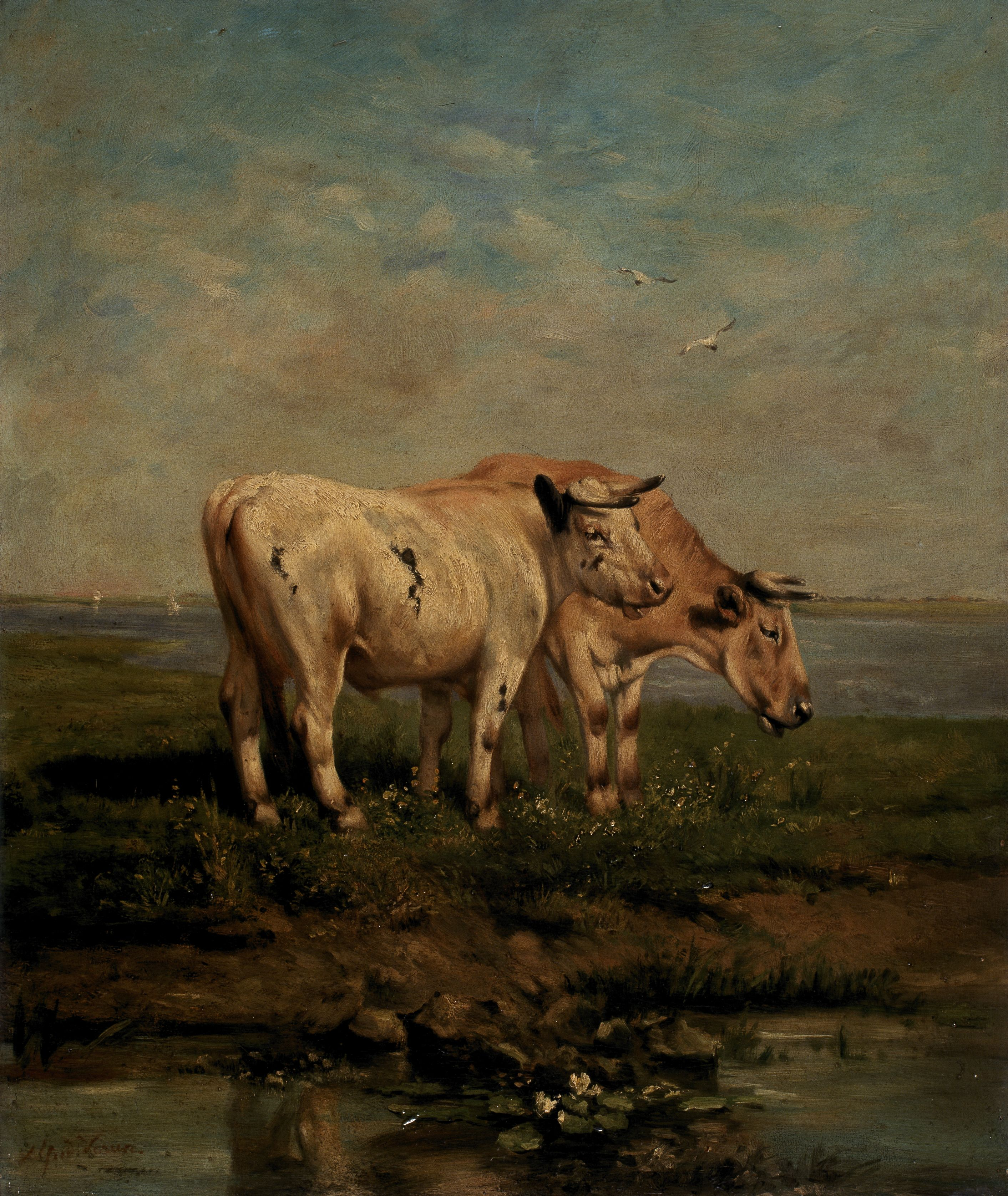
Bétail près d'un ruisseau musée des Beaux-Arts de Gand
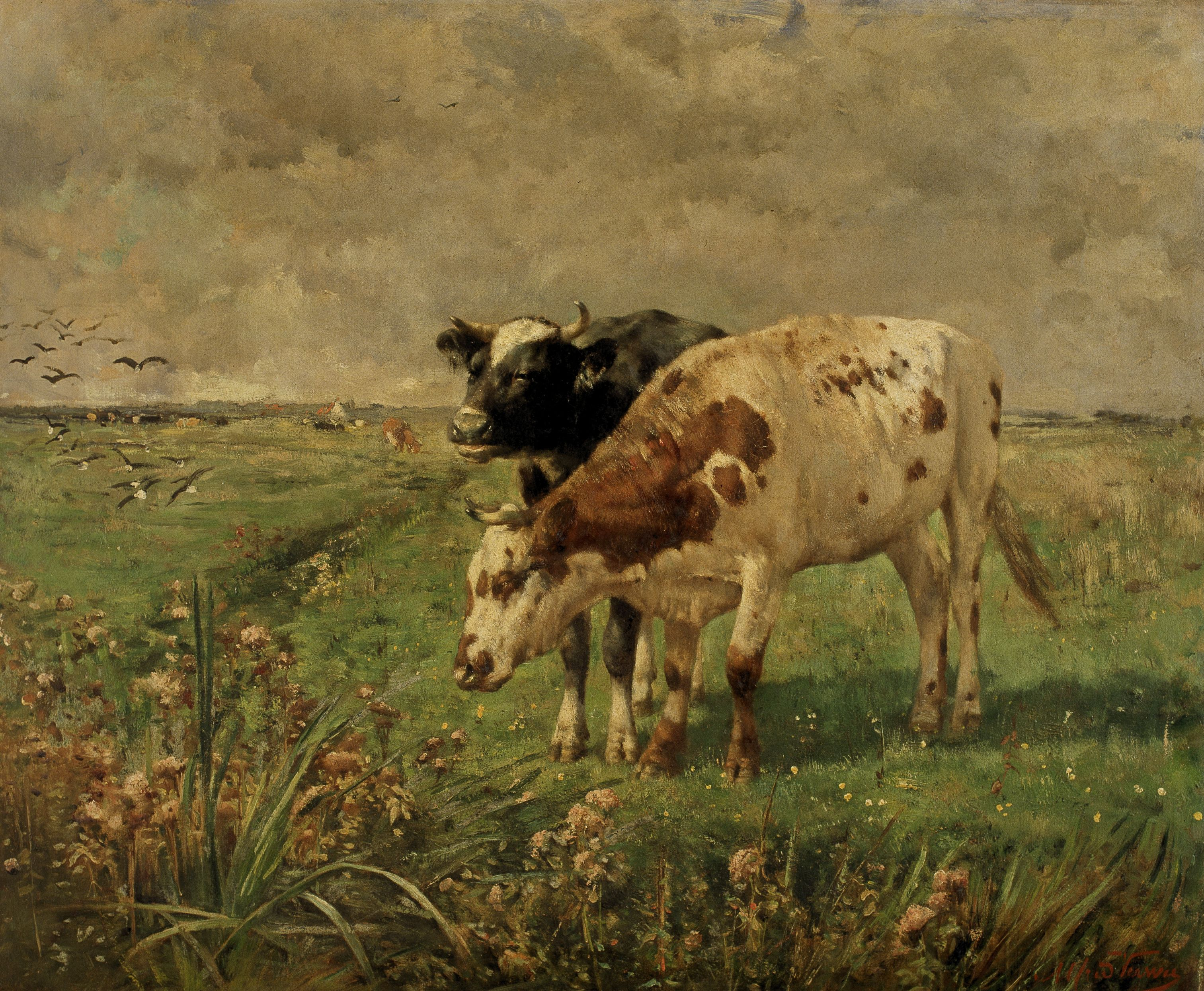
Aigremoine commune musée des Beaux-Arts de Gand
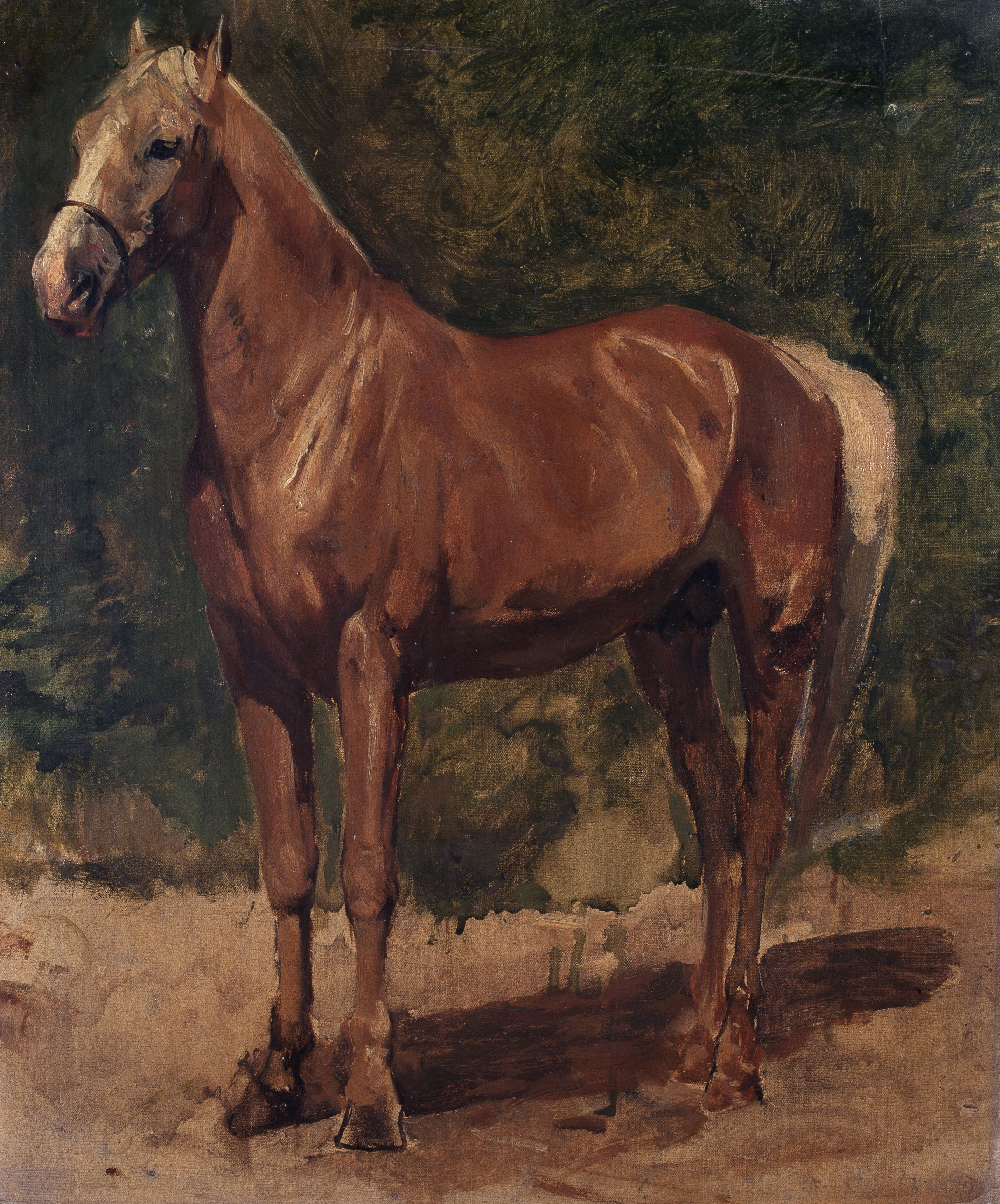
Étude de cheval musée des Beaux-Arts de Gand
Vaches dans la prairie Musée royal des Beaux-Arts d'Anvers
Poulains dans la prairie Musée royal des Beaux-Arts d'Anvers

### Références nécessaires

Œuvres à référencer
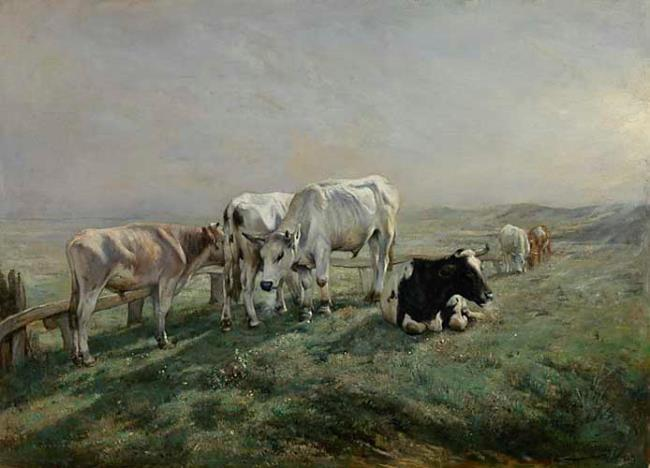
Vaches dans les dunes, Collection Mesdag
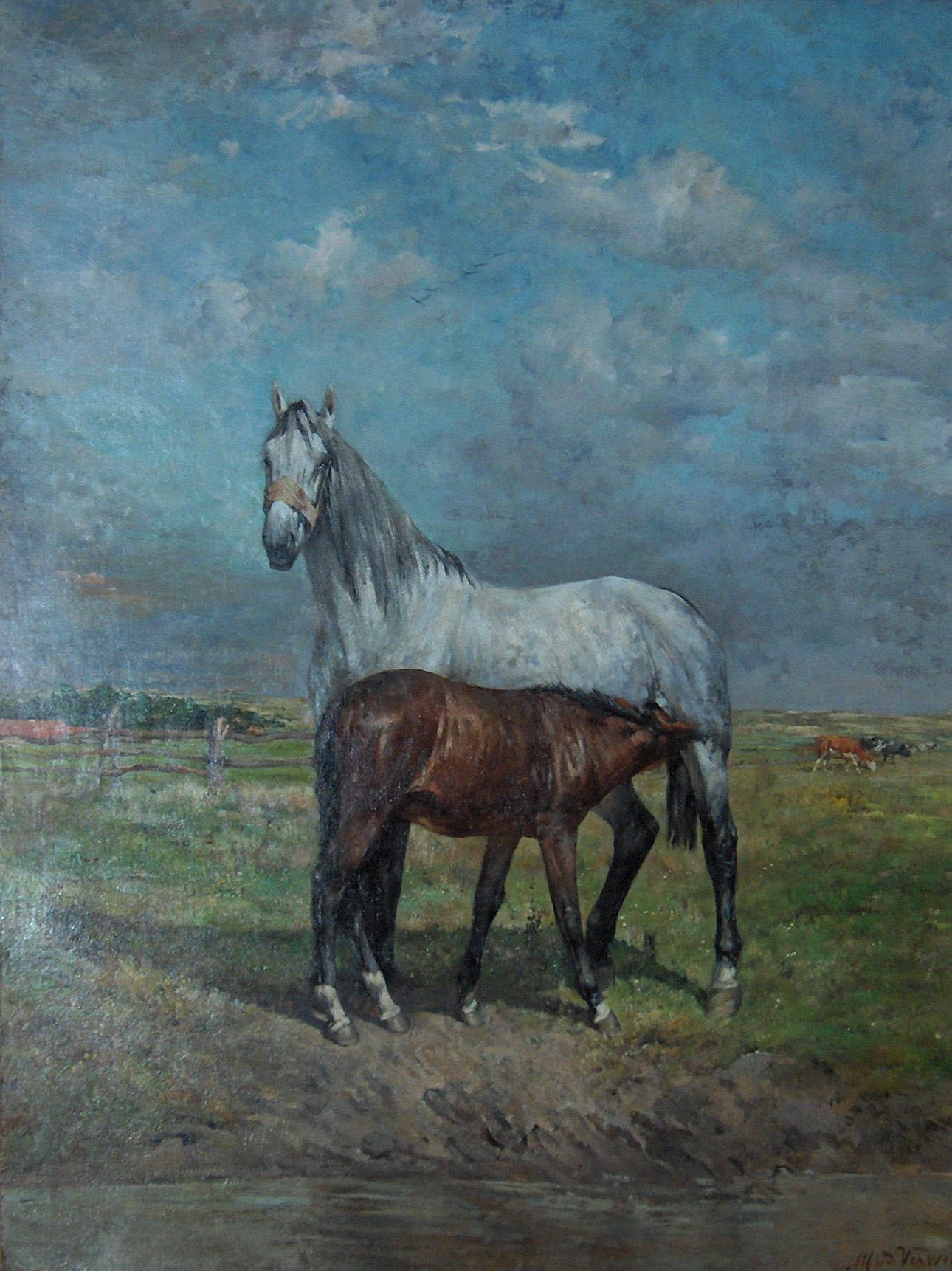
Jument nourrissant son poulain, Patrimoine de la commune de Knokke
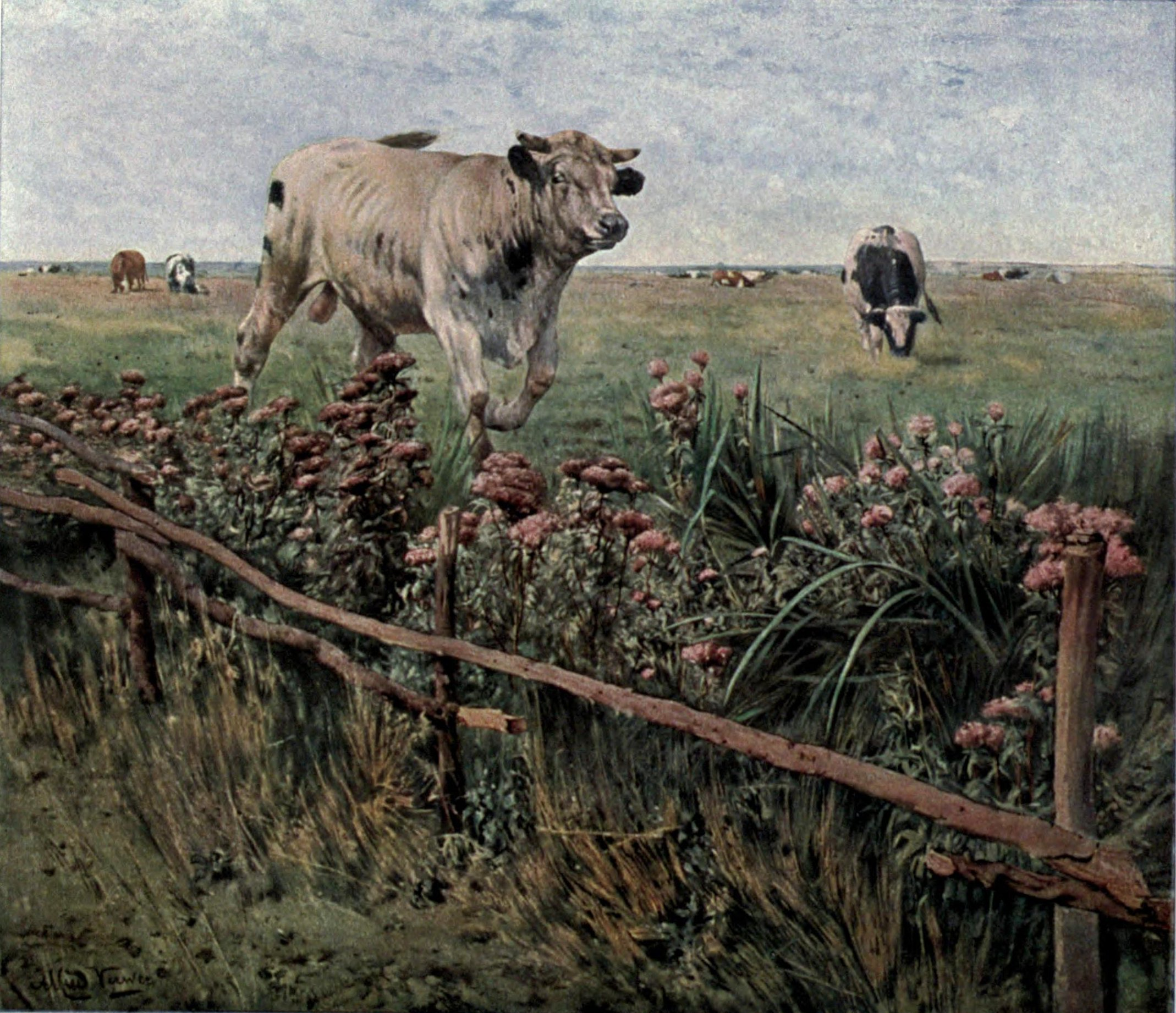
Le taureau aux eupatoires
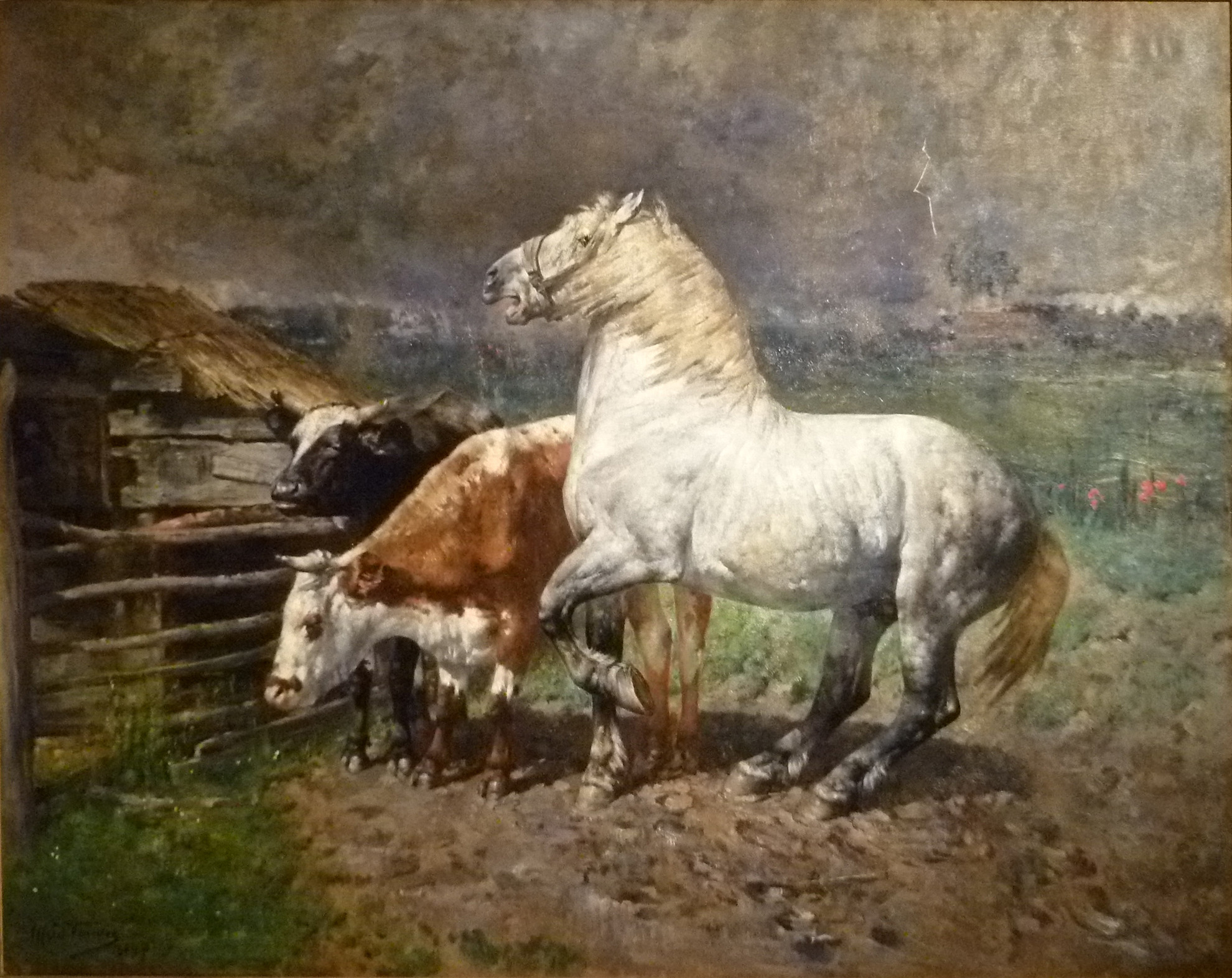
L'approche de l'orage
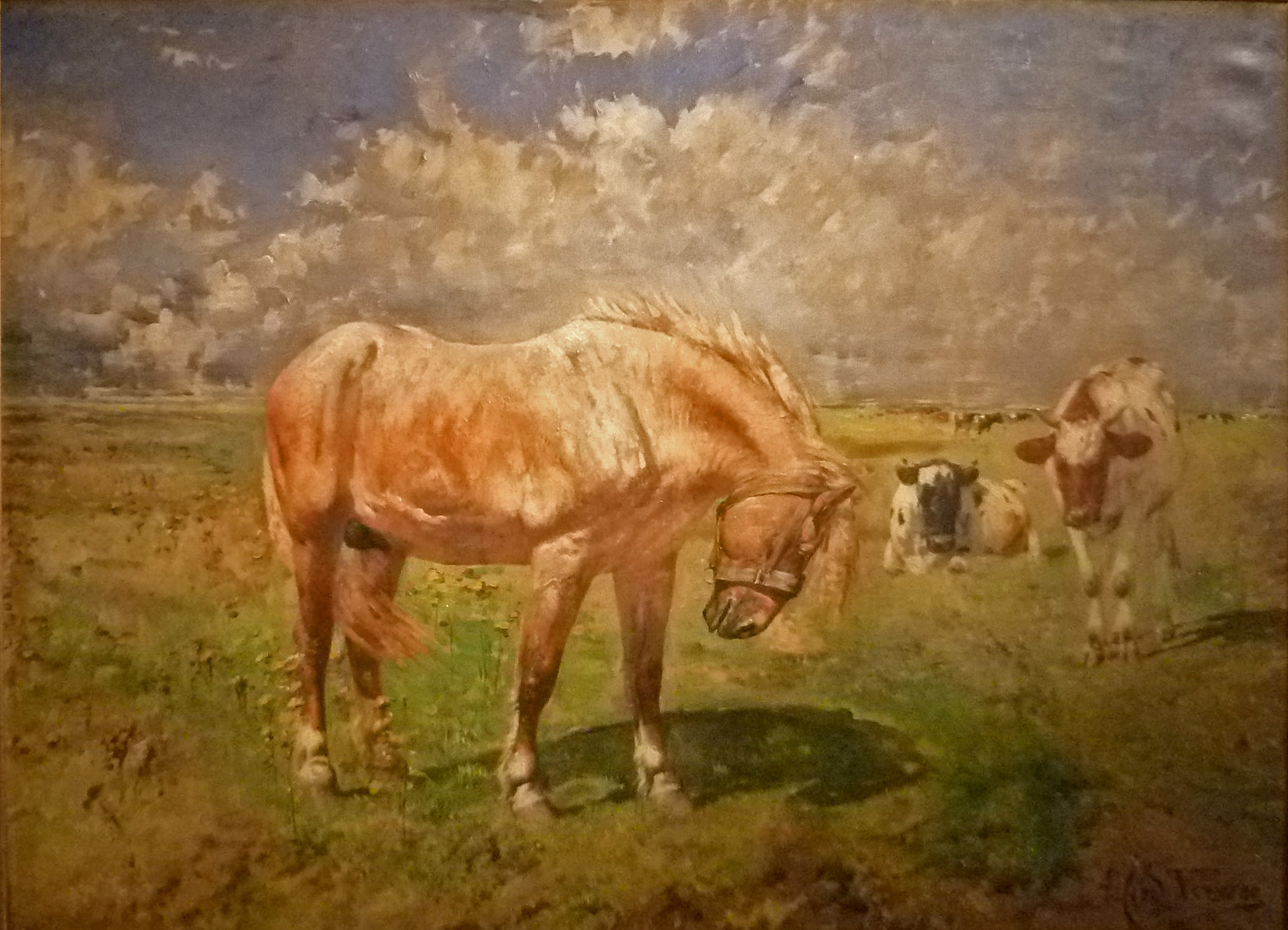
Le cheval Rouan
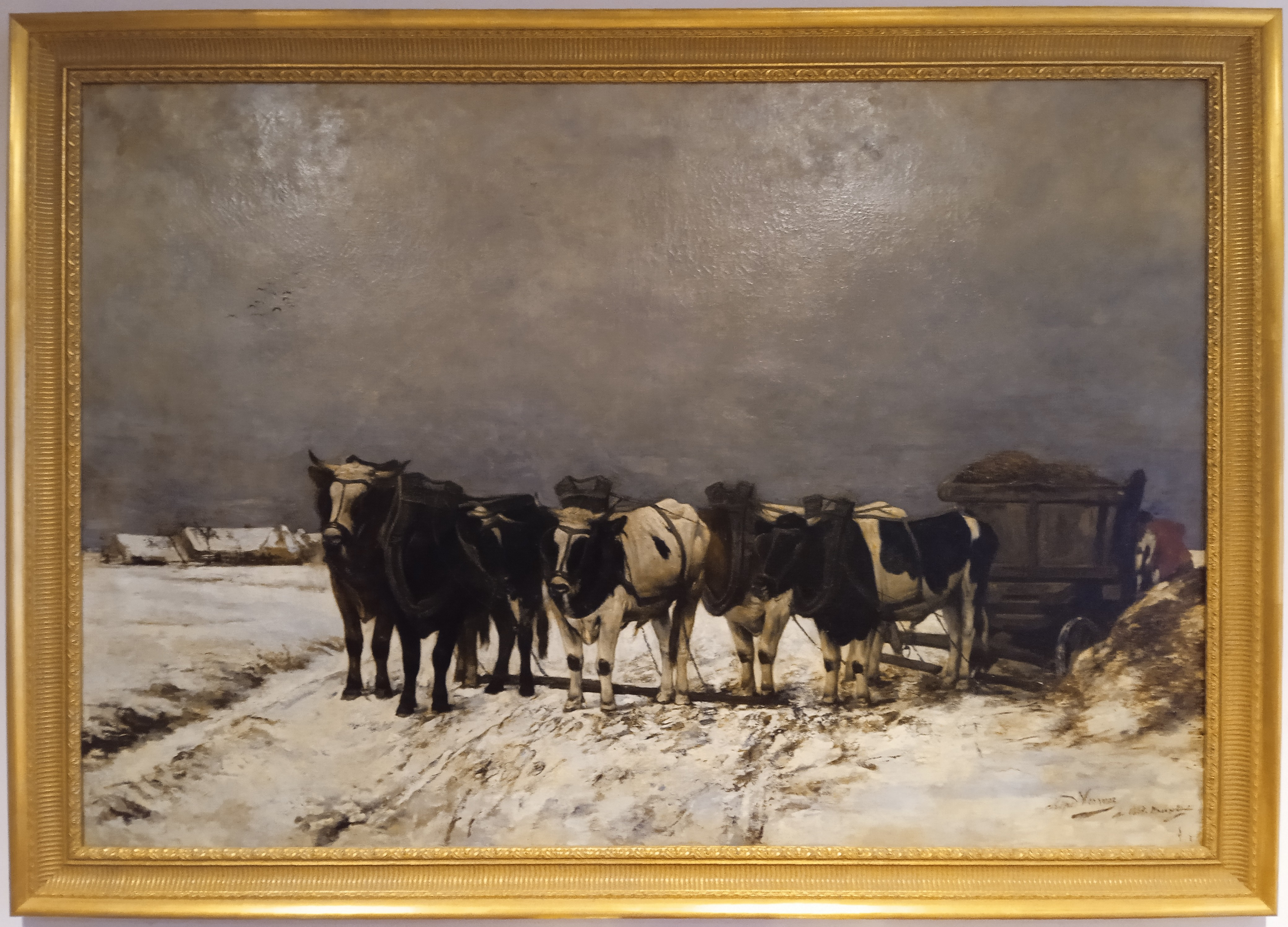
Cinq boeufs sur la neige (1867)
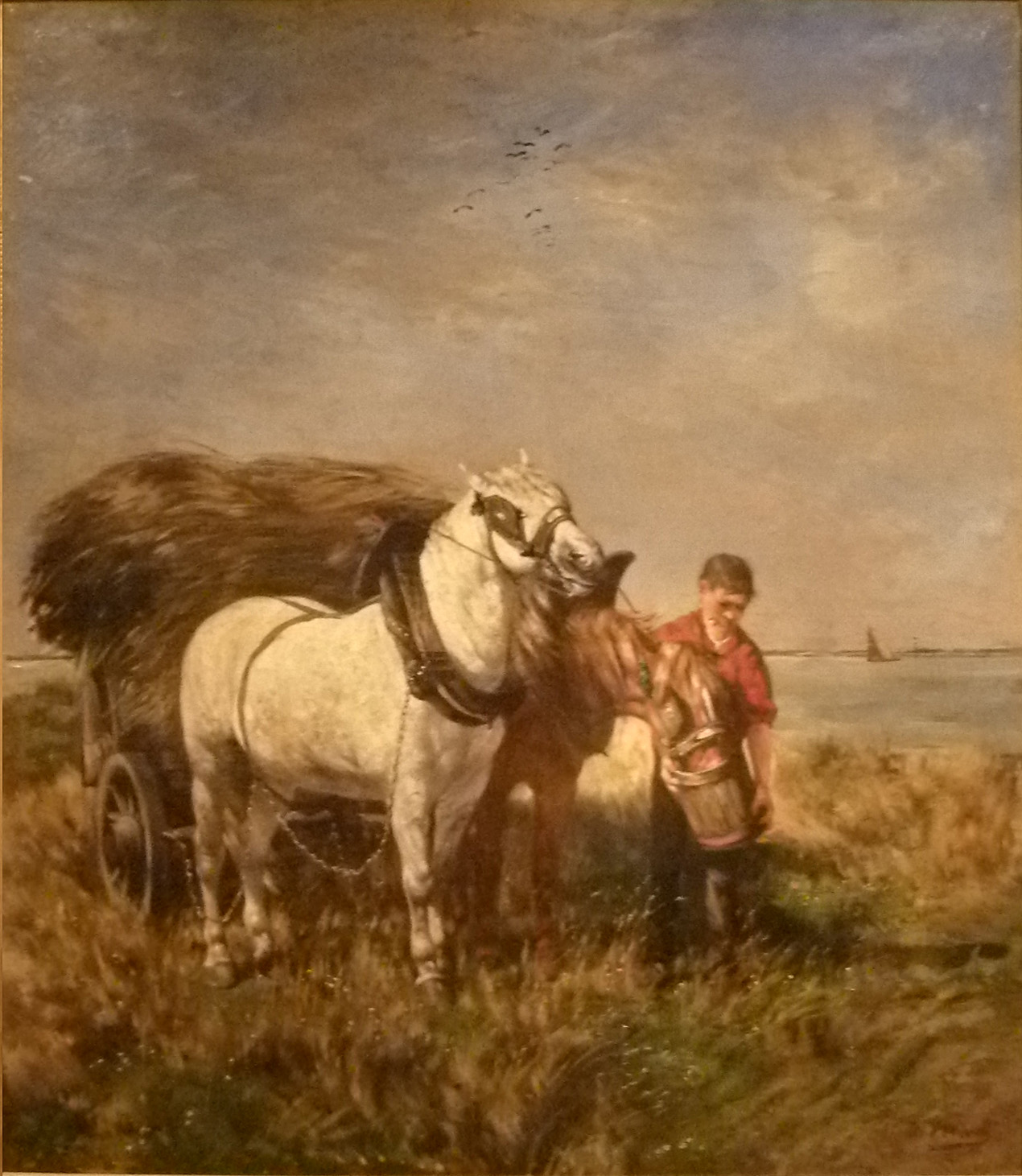
Attelage de deux chevaux à l'abreuvoir
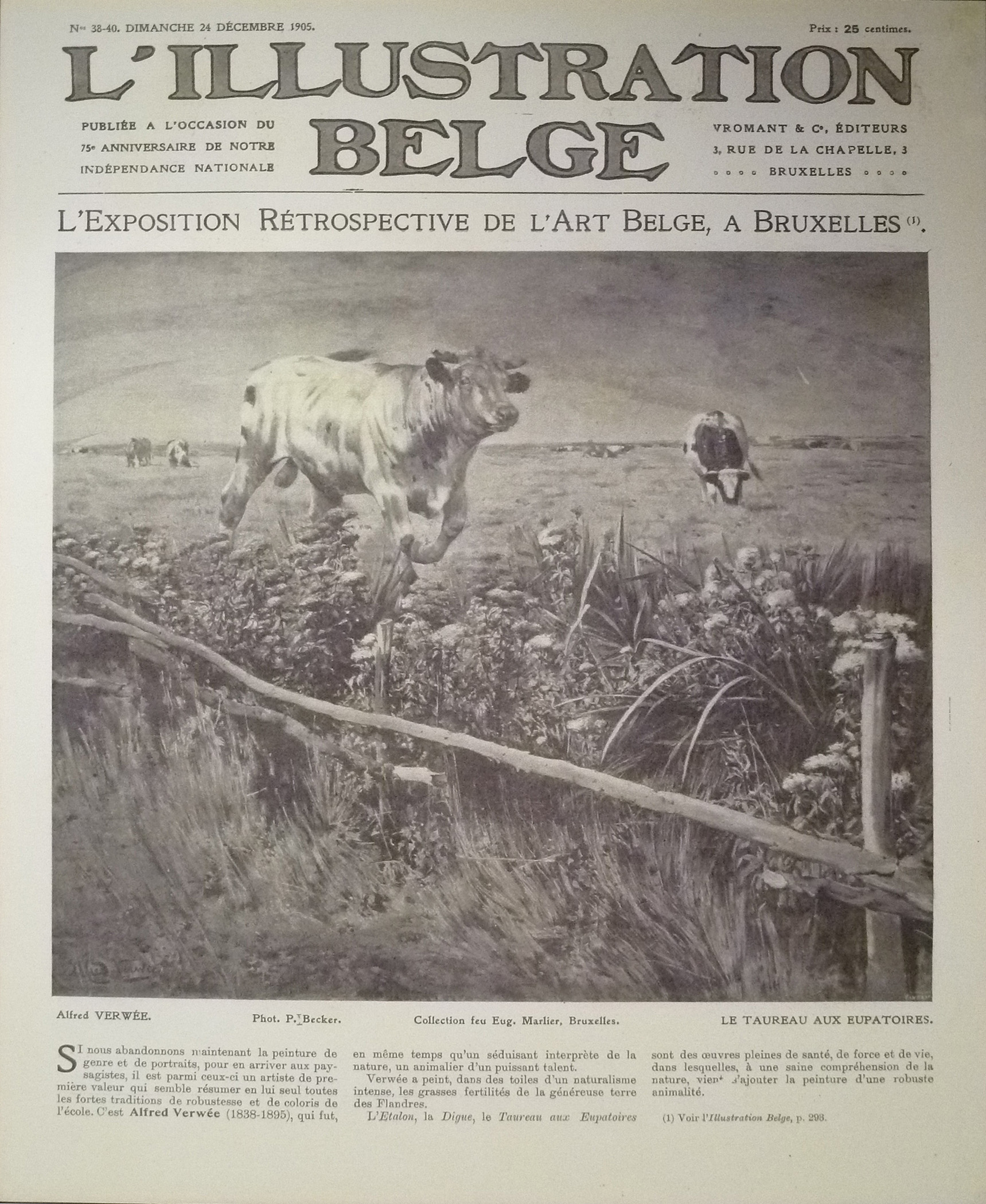
Le taureau aux eupatoires
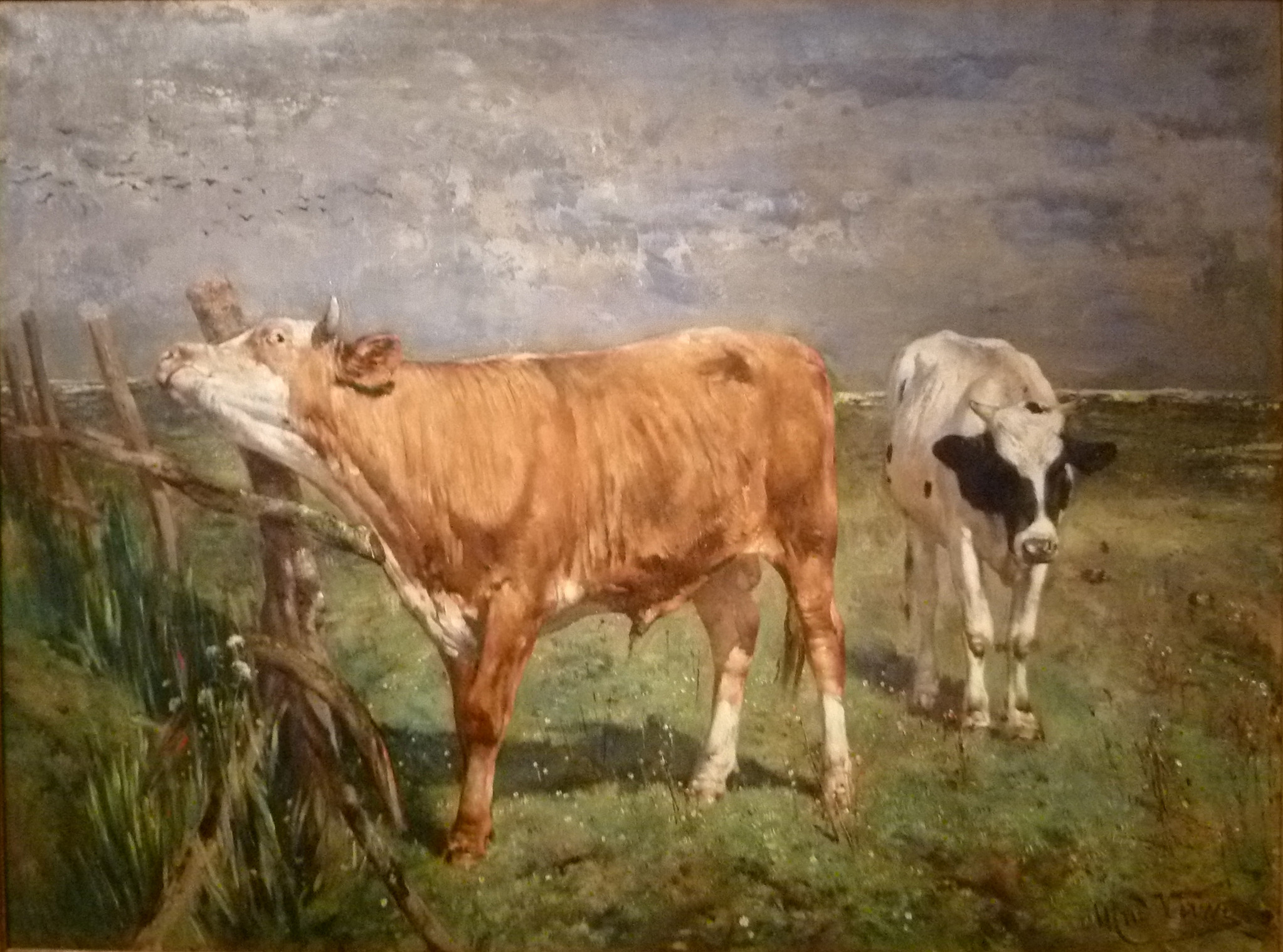
Taureau se frottant à une barrière (Knocke)
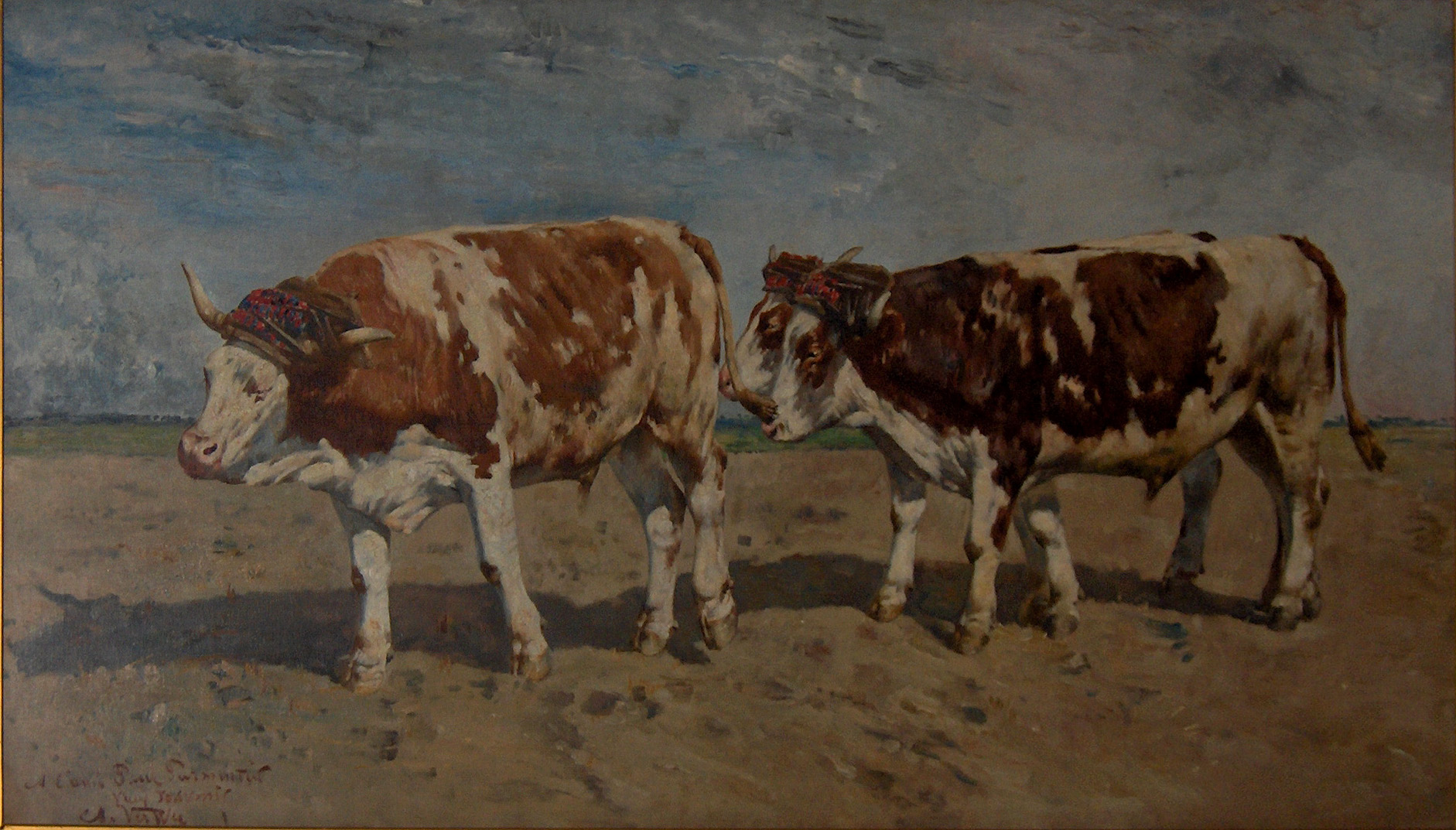
Boeufs rentrant du loabour (1895), Patrimoine de la commune de Knokke
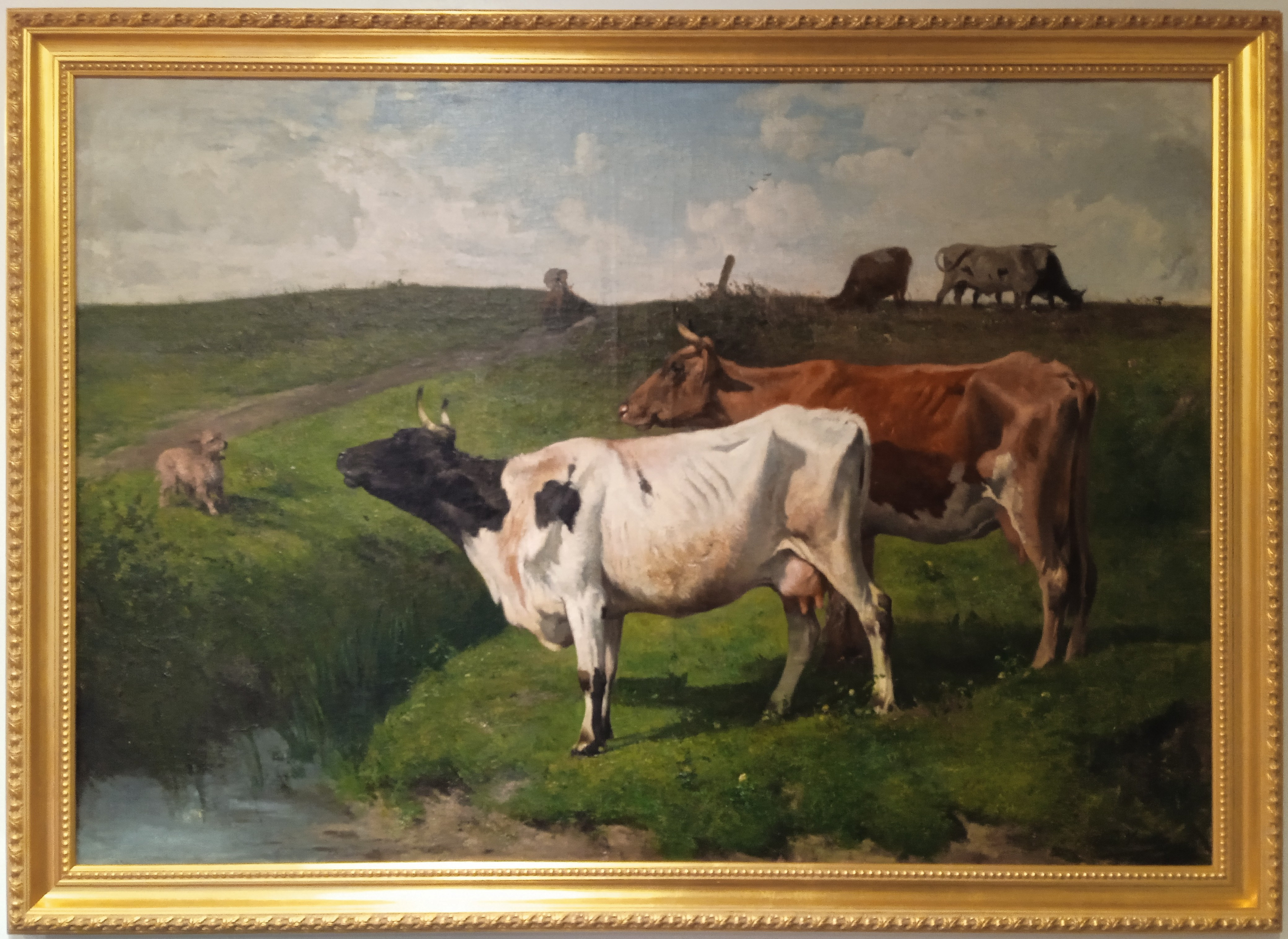
Bord de prairie (1864, Knocke)

## Honneurs

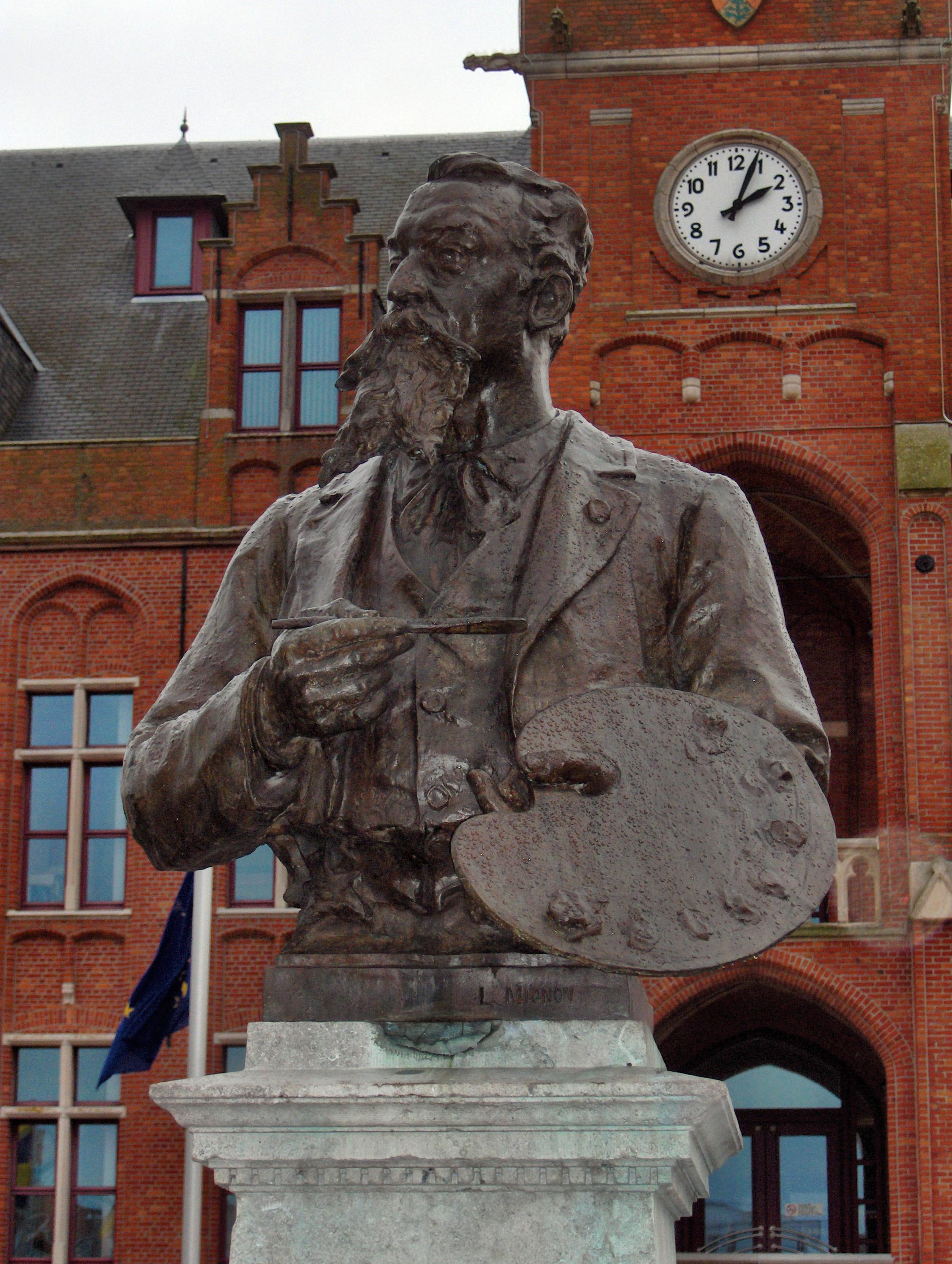
Buste de bronze réalisé par Léon Mignon. (1896)

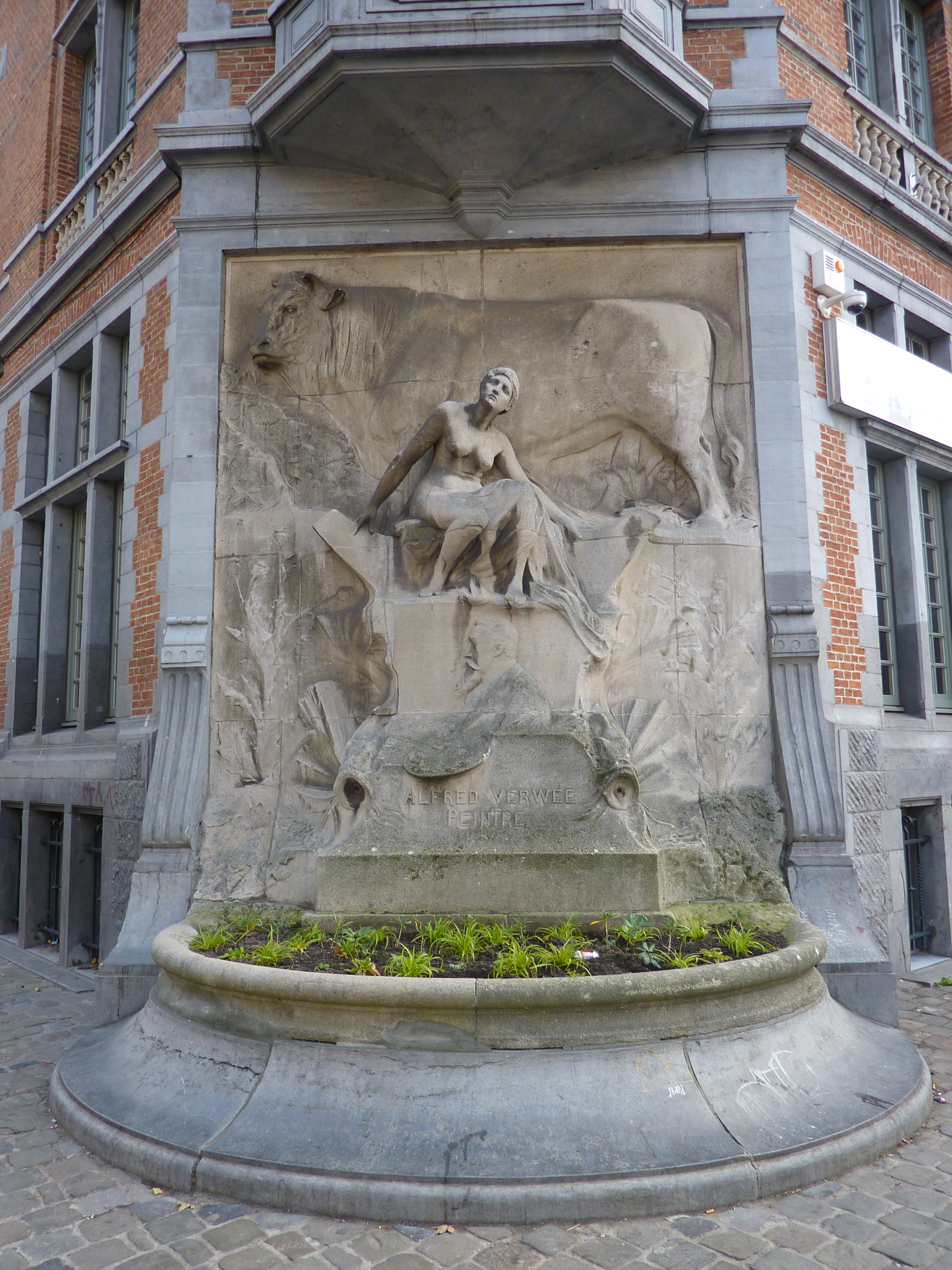
Monument commémoratif réalisé par Charles Van der Stappen.